# Rheumaptera naseraria
Rheumaptera naseraria là một loài bướm đêm trong họ Geometridae.